# La Huitième Nuit
Pour plus de détails, voir Fiche technique et Distribution.
La Huitième Nuit est un film français réalisé par Pascale Breton et sorti en 1996.

## Fiche technique
- Titre : La Huitième Nuit
- Réalisation : Pascale Breton
- Scénario : Pascale Breton
- Photographie : Pascal Sautelet
- Direction artistique : Stéphane Dougoud et Karim Aïssaoui
- Son : Béatrice Pilorge
- Montage : Gilles Volta
- Musique : Jean-Pierre Baudry
- Production : Gloria Films
- Pays  :  France
- Durée : 39 minutes
- Date de sortie : France - juillet 1996[1]

## Distribution
- Luc-Antoine Diquero
- Sarah Haxaire
- Mohamed Nadif
- Arnold Barkus
- Jean-Pierre Dougnac

## Distinctions
- Festival international du court métrage de Clermont-Ferrand 1996 : grand prix ; prix de la meilleure première œuvre de fiction[2]
- Festival Premiers Plans d'Angers 1996 : prix du meilleur scénario[3]